# Amsterdam bij Santa Rosa
Amsterdam bij Santa Rosa – osada (wijk) w miejscowości Santa Rosa w dystrykcie Bandariba, w kraju autonomicznym Curaçao, należącym do Holandii, w Ameryce Południowej. 20 października 2023 r. liczyła 608 mieszkańców.  